# Дубки (Башкортостан)
Дубки (баш. Дубки) — деревня в Уфимском районе Республики Башкортостан Российской Федерации. Входит в состав Булгаковского сельсовета.

## География

### Географическое положение
Расстояние до:
- районного центра (Уфа): 32 км,
- центра сельсовета (Булгаково): 2 км,
- ближайшей ж/д станции (Уршак): 21 км.

## Население
| 2002 | 2009 | 2010 |
| ---- | ---- | ---- |
| 188  | ↗205 | ↗219 |